# کیرتن ماوه
کیرتن ماوه (به لهستانی:  Kiertyny Małe) یک منطقهٔ مسکونی در لهستان است که در گمینا بارتوشتسه واقع شده‌است. کیرتن ماوه  ۱۴۰ نفر جمعیت دارد.